# Bassaricyon neblina
L'olinguito (Bassaricyon neblina Helgen, 2013) è un mammifero carnivoro appartenente alla famiglia Procyonidae, diffuso in America Meridionale. La sua scoperta è stata resa pubblica il 15 agosto 2013 da Kristofer Helgen, curatore presso lo Smithsonian di Washington. Il nome comune della specie è un diminutivo, in lingua spagnola, del termine Olingo, già adottato per indicare il genere Bassaricyon.

## Descrizione
È lungo circa 35 cm e pesa circa 1 kg.

## Biologia

### Alimentazione
È onnivoro. Si nutre principalmente di frutta.

### Riproduzione
Solitario e notturno, produce un solo cucciolo.

## Distribuzione e habitat
Vive nelle foreste andine della Colombia e dell'Ecuador.

## Tassonomia

### Sottospecie
Sono state distinte quattro sottospecie:
- B. n. hershkovitzi Helgen, 2013 - Pendici orientali delle Ande centrali della Colombia
- B. n. neblina Helgen, 2013 - Pendici occidentali delle Ande occidentali dell'Ecuador
- B. n. osborni Helgen, 2013 - Pendici orientali delle Ande occidentali e pendici occidentali delle Ande centrali della Colombia
- B. n. ruber Helgen, 2013 - Distretto di Urrao, pendici occidentali delle Ande occidentali della Colombia